# Трамвай у Кайсері
Трамвай у Кайсері (тур. Kayseray) — сучасна трамвайна система в Кайсері, Туреччина. Оператор — муніципальна організація Kayseri Büyüksehir Belediyesi.

## Історія
Розробка проекту трамвая в Кайсері розпочалася в 1990-х роках. У 2004 році тендер на будівництво системи був виграний консорціумом двох фірм, турецької Yapi Merkezi Construction and Industry Inc та італійської AnsaldoBreda. Перша фірма мала побудувати інфраструктуру, в тому числі трамвайну лінію, зупинки, контактну мережу, сигналізацію, депо і ремонтні майстерні), друга — поставити рухомий склад, трамваї з низькою підлогою Sirio.
Лінія пізніше була розширена на схід до Ілдема, а 14 лютого 2014 року до Талас було відкрито гілку через Еркієес Універсітесі, на 2017 рік у мережі — 55 зупинок
Роботи по будівництву мережі трамвая розпочалися в 2006 році. Відкриття трамвая відбулося 1 серпня 2009 року.

## Опис системи
Система складається з однієї лінії завдовжки 34,5 км. Ширина колії — 1435 мм, напруга контактної мережі — 750 вольт, постійний струм.
Доступ на зупинки здійснюється через турнікети. На зупинках використовуються як берегові, так і острівні платформи. Лінія проходить по виділеній смузі, але має і однорівневий перетин з автомобільними дорогами.
Депо розташоване поруч з кінцевою зупинкою Організе-Санаї.

## Рухомий склад
У мережі використовують 22 трамваї типу Hitachi Sirio виробництва фірми AnsaldoBreda. Трамваї двосторонні, з низькою підлогою, п'ятисекційні. Довжина трамвая — 22,32 м, ширина — 2,65 м. Кожен трамвай має 64 сидячих і 206 стоячих місць.